# Hyeronima alchorneoides
Cajueiro-bravo de nome cientifico Hyronima alchorneoides, da família da Phyllanthaceae, e tem porte médio, de árvores que variam sua altura entre 20 e 30 metros. É uma árvore frutífera e possui uma casca bastante rugosa que tem fins medicinais, com poder curativo, auxilio no tratamento de doenças entre outros benefícios e possui frutos, que é a castanha. É uma espécie que exige que o solo seja bem fértil para que a mesma consiga se desenvolver, e sua distribuição geográfica vai desde a Amazônia ate o Rio Grande Sul, e é frequentemente encontrada na Mata Atlântica.

## Nomes vulgares
Conhecida por diversos nomes, o cajueiro bravo de nome cientifico Hyeronima alchorneoides Allemão pode assumir diversos nomes populares em cada parte do Brasil, como: no Acre, maubão e pau-pedra; na Bahia, cajueiro bravo, pequi-de-zoada e urucurana; no Rio Grande do Sul e em Santa Catarina, lucurana e urucurana;  no Espírito-Santo, coquidá; em Mato Grosso, urucurana; em Minas Gerais, goiabeira-brava, quina-do-pará e sangue-de-boi; no Pará, mangonçalo, maragonçalo, margonçalo e muiragonçalo; no Paraná, licurana, urucana e urucurana; no Distrito Federal, carne-de-vaca; no Estado do Rio de Janeiro, aricurana, iricurana, uricurana e urucurana e no Estado de São Paulo, abacateiro, abacateiro roxo, aricurana, licorana, licurana, pau-de-quina, quina-vermelha, sangue-de-boi, uricurana, urinana e urucurana.

### Características gerais
O cajueiro-bravo é uma árvore da família da Phyllanthaceae, ela é uma árvore arbórea com mudança foliar e comportamento semi decidual de médio a grande porte que pode alcançar uma altura de 20 a 30 metros. Seu tronco possui forma cilíndrica e reta ou um pouco tortuoso, apresentando em sua base sapopemas. Possui uma casca bastante rugosa e folhas simples e largas. Sua casca pode medir até 20 mm de espessura, a superfície da casca externa ou ritidoma é de coloração cinzento-escura, possuindo fissuras, com sulcos longitudinais e estreitos. Sua ramificação é cimosa - em que o eixo principal termina em flor. A copa é bastante larga e densa, possuindo galhos largos e tortuoso, formando copa umbeliforme,parecendo um guarda-chuva.  A casca interna possui a cor avermelhada e de sabor amargo. Suas folhas são simples, dotadas de estípulas deciduais claviformes, parecendo uma folha em botão, com lâminas foliares medindo entre 8 cm a 22 cm de comprimento por 7 cm a 17 cm de largura. Nas plantas mais novas, as folhas podem atingir ate duas vezes o tamanho das folhas nas adultas.

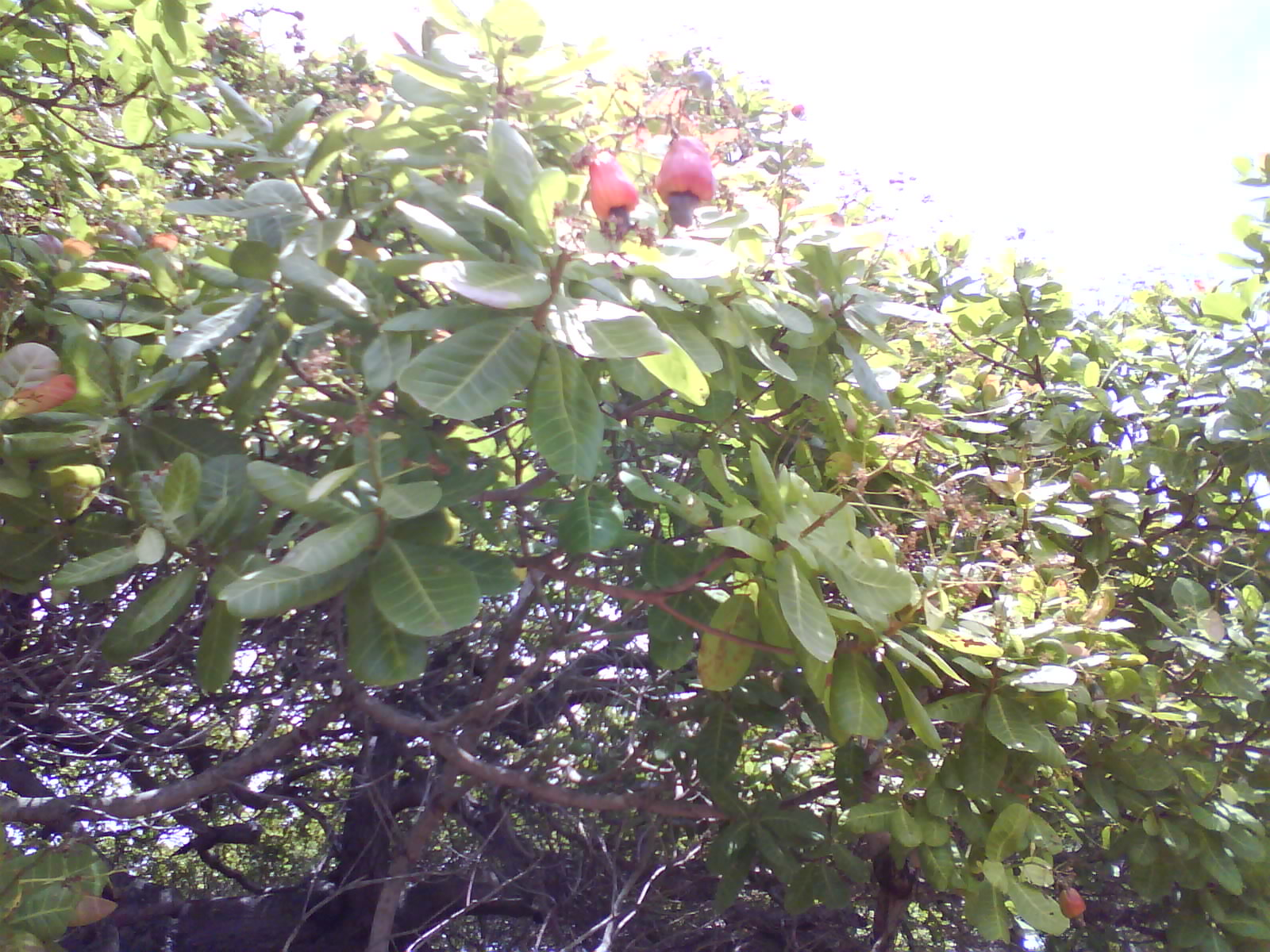
Cajueiro bravo

### Fruto
O caju é muitas vezes considerado o fruto do cajueiro, por mais que seja um pseudofruto composto por uma cápsula ovado-globosa,  a cor pode variar entre a cor roxa quando estão bastante desenvolvido, medindo de 4 mm a 5 mm de comprimento. São glabro - desprovido de pelo, barba ou penugem - e brilhosa, podendo conter até três sementes, e é constituído por duas partes: a castanha que é a fruta propriamente dita, e o pedúnculo floral, pseudofruto confundido com o fruto. 

### Solo
É uma espécie bastante exigente quanto ao solo que ela consegue se desenvolver, ocorre em solos úmidos próximos as várzeas e início de encostas e com o solo de alta fertilidade. Ela consegue se desenvolver bem em solos com pH abaixo de 5,0, e se desenvolve em terrenos com mal drenamento, podendo suportar inundações esporádicas - sem padrão  regular. Onde ela se desenvolve, a textura dos solos é bastante diversificada, desde franco-arenoso a argiloso e aluvial. 

### Entomologia
O nome genérico Hyeronima é em honra de Hieronymus Bock, médico, botânico, professor e prefeito dos Jardins de Zweibruecken, Alemanha (1498-1554); o epíteto específico alchorneoides provém da semelhança da planta com o gênero Alchornea.

### Pragas
As pragas que podem atacar o cajueiro pode ser bastante distintas, desde de pragas que só atacam os ramos a pragas que atacam as inflorescências, pragas que atacam os pseudofrutos e os frutos, raiz, e troncos. Um dos principais insetos que causam problemas nessa árvore é a broca-das-plantas (Anthistarcha binocularis Meyrick), os ataques ocorrem nos ramos frutíferos, que murcham, impedindo a formação dos frutos. Outra espécie que traz bastante danos ao cultivo é o Pulgão-das-inflorescências (Aphis gossypii Glover), ela é uma importante praga do cajueiro devido a quantidade de sua população, seu ataque consiste em sugar intensivamente a seiva, causando a seca da planta e diminuindo a inflorescência que a planta pode ter. 

### Distribuição geográfica
É uma espécie polimorfa – que se apresenta sobre diversas formas – pode ser encontrada na Bolívia, na Colômbia, na Costa Rica, na Guiana, em Honduras, no México, no Panamá e no Peru. No Brasil, ela esta bastante distribuída em todo o território, ocorrendo desde a Amazônia ate a o Rio Grande do Sul, sendo encontrada principalmente em bioma de mata atlântica. Ela ocorre nas florestas ombrófilas primária e secundária, sendo frequente em matas ciliares e em áreas de cabruca. É uma espécie secundária tardia que produz frutos atrativos para a fauna. 

### Uso medicinal
A casca e as folhas do cajueiro bravo pode ter uma grande poder de cicatrização esta planta é rica em vitamina C, fibras, proteínas e ferro, o que a torna um remédio natural poderoso para o auxílio no tratamento de diversos males, além de possuir propriedades que fazem do seu fruto um genuíno cicatrizante. As cascas e folhas do cajueiro rende um chá com muitas propriedades medicinais com, poder curativo que pode trazer bastantes benefícios ao organismo, ainda mais por ser um remédio natural, garantindo uma saúde mais saudável e equilibrada.
O chá pode ser utilizado externamente ou consumido. Em seu uso interno, quando consumido normalmente o chá atua como diurético natural, auxilia no tratamento de diabetes, repara o sistema imunológico ajudando a afastar fraquezas de um modo geral, além de tratar a hipertensão, cólicas e atuar como expectorante em casos de tosse com catarro.. Já no seu uso externo pode ser utilizado diretamente na pele para tratar problemas de pele como frieiras e inflamações vaginais. Para aftas e inflamações de garganta ele pode atuar também com uso externo à base de gargarejos. 